# Mikkel Bischoff
Mikkel Bischoff (født 3. februar 1982) er en dansk tidligere professionel fodboldspiller. Med sin højde på 193 cm gjorde han ethvert forsvar højere og kunne spille både back, centerforsvarer og angriber. Han spillede fire kampe for det danske U/21-landshold.

## Spillerprofil

### AB
Mikkel Bischoff fik sin debut på seniorniveau i den danske klub Akademisk Boldklub, hvor han spillede elleve danske ligakampe. 

### Manchester City
Den 15. maj 2002 skiftede han til den engelske klub Manchester City for £750,000. Han var den femte dansker i Manchester City på mindre end et år, da Peter Schmeichel, Kasper Schmeichel, Niclas Jensen og Kevin Stuhr Ellegaard allerede var i City. Bischoff havde sin U/21 debut kort efter sin ankomst til City. Efter sin første og eneste ligakamp for City mod Blackburn Rovers i september måned 2002, gennemgik han en operation for brok, og var ikke i stand til at få succes i City. Han var under kniven igen i sommeren 2003 efter en fodskade, han havde fået under en U/21 kamp.
Tingene blev ikke bedre for Bischoff i 2003-04 sæsonen. Han fik comeback i kun en enkelt kamp mod den walisiske klub TNS i UEFA Cuppen i august. Han blev skadet og var ude til årsskiftet, hvor han vendte tilbage til reserveholdet, men blev endnu en gang skadet og var ude indtil den sidste uge i sæsonen, hvor han kom tilbage til træningen. 

#### Wolverhampton (leje)
I slutningen af september 2004 skiftede Mikkel Bischoff til Championshipklubben Wolverhampton Wanderers på en månedlang lejeaftale for at få førsteholdsrutine. Efter syv kampe og et mål for Wolverhampton, blev han på Molineux Ground, da han forlængede sit ophold til resten af sæsonen på transfervinduets sidste dag.  

#### Sheffield Wednesday (leje)
Bischoff kom tilbage til Manchester City i slutningen af sæsonen, men efter et halvt år som indskifter, blev han lejet ud til Sheffield Wednesday i marts 2006 og fik debut mod QPR dagen efter. Under opholdet blev han igen skadet, men han gjorde sit til at forhindre en nedrykning fra Football League Championship for Sheffield Wednesday. Efter sæsonen blev han og ni andre holdkammerater fritstillet af Manchester City på grund af kontraktudløb.

### Coventry FC
Han skiftede til Coventry City i juni måned 2006. Her blev det kun til to kampe på syv måneder, hvorefter han tog han tilbage til Danmark.

### Brøndby IF
I januar måned 2007 skrev Brøndby IF kontrakt med ham på en fri transfer. Her var han frem til sommeren 2011, hvorefter han forlod klubben.

### Lyngby
Umiddelbart efter stoppet i Brøndby IF skrev Bischoff en ét-årig kontrakt med Lyngby BK. Efter blot 3 måneder i Lyngby ophævede han samarbejdet med klubben, da der var lange udsigter til at komme tilbage på fodboldbanen efter en skadesperiode. Han nåede således aldrig at debutere for Lyngby.
Et halvt år efter stoppet i Lyngby valgte Bischoff endegyldigt at indstille karrieren, da der ikke var udsigt til en kontrakt med en klub i Superligaen.

## Handler
| Dato           | Klub                | Beløb             |
| -------------- | ------------------- | ----------------- |
| 01 / 08 - 2001 | Akademisk Boldklub  | Fra ungdomsholdet |
| 01 / 07 - 2002 | Manchester City     | £750,000          |
| 30 / 09 - 2004 | Wolverhampton       | Leje              |
| 24 / 03 - 2005 | Wolverhampton       | Leje              |
| 10 / 03 - 2006 | Sheffield Wednesday | Leje              |
| 12 / 06 - 2006 | Coventry City       | Fri Transfer      |
| 02 / 01 - 2007 | Brøndby IF          | Fri transfer      |
| 28 / 06 - 2011 | Lyngby BK           | Fri transfer      |

## Statistikker
| Klub             | Sæson   | Liga  | Liga | FA Cup | FA Cup | Liga Cup | Liga Cup | Europa | Europa | Andre | Andre | I alt | I alt |
| Klub             | Sæson   | Kampe | Mål  | Kampe  | Mål    | Kampe    | Mål      | Kampe  | Mål    | Kampe | Mål   | Kampe | Mål   |
| ---------------- | ------- | ----- | ---- | ------ | ------ | -------- | -------- | ------ | ------ | ----- | ----- | ----- | ----- |
| Man City         | 2002-03 | 1     | 0    | 0      | 0      | 0        | 0        | 0      | 0      | 0     | 0     | 1     | 0     |
| Man City         | 2003-04 | 0     | 0    | 0      | 0      | 0        | 0        | 1      | 0      | 0     | 0     | 1     | 0     |
| Wolves (Leje)    | 2004-05 | 11    | 1    | 0      | 0      | 0        | 0        | 0      | 0      | 0     | 0     | 11    | 1     |
| Sheff Wed (Leje) | 2005-06 | 4     | 0    | 0      | 0      | 0        | 0        | 0      | 0      | 0     | 0     | 4     | 0     |
| Coventry City    | 2006-07 | 3     | 0    | 0      | 0      | 0        | 0        | 0      | 0      | 0     | 0     | 3     | 0     |
| Total            | Total   | 19    | 1    | 0      | 0      | 0        | 0        | 1      | 0      | 0     | 0     | 20    | 1     |